# チェスカー・トルジェボヴァー - プルジェロフ線
チェスカー・トルジェボヴァー - プルジェロフ線（チェスカー・トルジェボヴァー - プルジェロフせん、チェコ語;Železniční trať Česká Třebová – Přerov）は、チェコ国鉄の鉄道線の名称である。路線番号は270。
プラハと、オストラヴァ・ワルシャワを結ぶ幹線として機能している。

## 歴史

### 路線開業

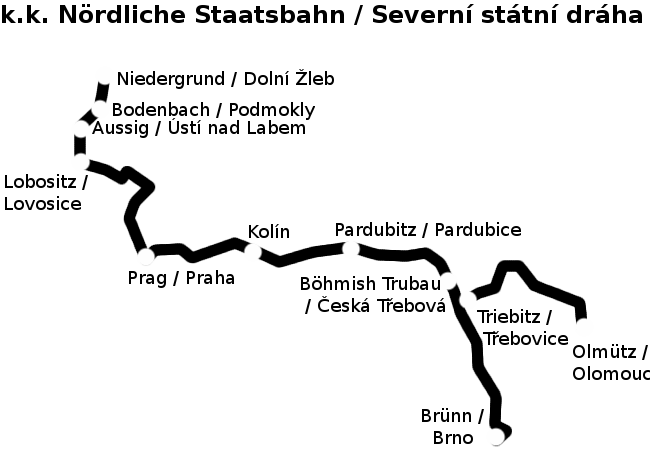
北部国有鉄道の路線図

- 1841年：オロモウツ - プルジェロフ間が、皇帝フェルディナント北部鉄道によって開業した。
- 1845年：トルジェボヴァー - オロモウツ間が、オーストリア北部鉄道によって開業した。その後、オーストリア・ハンガリー国有鉄道に移管される。
- 1885年：ルドルチツェ - ランシクロウン間が、オーストリア・ハンガリー国有鉄道により開業した。

### 路線番号の変遷
- 2019年以前：
019　ルドルチツェ - ランシクロウン
270　トルジェボヴァー - プルジェロフ ( - ボフミーン )
- 2020年度：
001　トルジェボヴァー - ザーブルジェフ間特急
019　トルジェボヴァー - ランシクロウン/ザーブルジェフ
270　(シュンペルク - ) ザーブルジェフ - プルジェロフ
- 2021年以降：
270　トルジェボヴァー - ランシクロウン/プルジェロフ

## 運行形態（国鉄超特急）

### 超特急「スーパーシティ(SC)」
- ペンドリーノ号：　プラハ - パルドゥビツェ - オロモウツ - オストラヴァ
プラハとオストラヴァの間を一日4往復運行する。インターシティ(IC)と合わせて2時間に1本の運行。プラハまたはプルゼニ～パルドゥビツェ～オストラヴァの系統が運行している。トルジェボヴァー以西は010号線に、プルジェロフ以東は短絡線経由で271号線に直通する。
過去の運行形態
2017年以前は、スーパーシティのみで2時間に1本運行していた。
2018年度の冬・春に限り、一日1往復がインターシティ(IC)として運行していた（ダイヤは変わらない）。
2023年度より、一日3往復に減便され、減便された分はインターシティ(IC)が代替する形となった。
2024年度より、一日4往復に増便された。また、5月に7日間限定で、ホッケー世界選手権2024号が一日1往復運行していた。

- ペンドリーノ号：　プラハ - オロモウツ - オパヴァ　【週4日運行】
過去の運行状況
2017年以前は、週6日の運行で、「オパヴァ」の愛称名で運行していた。インターシティ(IC)の種別であった。
2017年末に、一日1往復の運行となった。
2018年末に、一日1往復（休日1.5往復）に変更となった。愛称名が「オパヴァン」に変更となった。
2023年度に、週3日の運行となった。
2024年度に、週4日の運行に増加となった。
2025年度より、スーパーシティに格上げとなった。愛称名も「ペンドリーノ」に変更された。

### 寝台超特急「ユーロナイト(EN)」
下記1系統が運行されている。
- スロヴァキア号：　プラハ - オロモウツ - ワルシャワ/フメンネー
一日1往復が運行されている。トルジェボヴァー以西は010号線と、プルジェロフ以東は短絡線経由で271号線と直通。
2017年以前は、フメンネー方面に限りトルジェボヴァーを通過していた。また上下ともプルジェロフに停車していた。

- 過去の運行種別
ヴルタヴァ号：　ヘブ/プラハ - オロモウツ - モスクワ/サンクトペテルブルク
週3往復（夏季は週2往復）運行していた。トルジェボヴァー以西は010号線と、プルジェロフ以東は短絡線経由で271号線と直通していたが、2016年末の改正で週1往復に減便された他、チェコ国内はエクスプレス(Ex)に併結される様になった。
ボヘミア号：　プラハ - コシツェ
2015年以前は寝台急行(R)として運行されていた。通年一日1往復の運行で、トルジェボヴァー/ザーブルジェフにも停車していた。
2016年度以降、ユーロナイト(EN)に格上げされた。
2017年度に限り、上下ともオロモウツ - スヴィノフ間ノンストップであった。
2017年末より、ザーブルジェフ通過となり、多客期限定の季節運行となった。
2018年末より、トルジェボヴァー通過となった。
2019年末に休止。

### 超特急「インターシティ(IC)」
下記3系統が運行されている。
- オストラヴァン号：　プラハ - オロモウツ - ボフミーン
オストラヴァン号が一日2.5往復（休日2往復）運行する。トルジェボヴァー以西は010号線に、プルジェロフ以東は短絡線経由で271号線と直通する。平日・土曜の西行1本を除き、ザーブルジェフを通過する。
過去の運行状況
2017年末に、一日1往復の運行を開始した（ただし寝台特急ボヘミア号運行日に運休）。上下ともトルジェボヴァーに停車していた。寝台特急ボヘミア号の季節運行化に伴い、以前のエクスプレス(Ex)一往復を格上げし、運休日を補完するダイヤで、運行を開始したものである。
2018年末に、ボフミーン行がエクスプレス(Ex)の種別に変更となり、プラハ行がレギオジェット(RJ)に代替された。他に季節運行の1往復のみの運行しており（愛称は「オストラヴァン」）、この列車はザーブルジェフに停車していた。
2019年末に、定期列車が一日1往復、「オストラヴァン」の愛称で設定された（エクスプレス(Ex)からの移管）。なお、この列車のボフミーン行は、2018年末にICからExに格下げされた列車が、ICに復帰したものである。
2020年末に、季節運行の列車が休止となった。
2023年度に、スーパーシティの一部を移管する形で、一日3-5往復に増発された。
2024年度に、一日3往復から2.5往復（休日2往復）に減便となった。2024年5月より、一日1往復が増発された。
2025年度より、再び一日2.5往復（休日2往復）の運行となった。

- オストラヴァン号：　プラハ～トルジェボヴァー～オロモウツ～ナーヴシー
一日1.5往復（土曜のみ1往復）運行している。東行が2本、西行が1本運行する。プルジェロフ以東は短絡線経由で271号線と直通する。トルジェボヴァーにも停車する。
2021年以前は、エクスプレス(Ex)として運行していた。2024年度より、一日1往復から1.5往復（土曜に限り1往復）に増発された。

- ヴァラシスキー・エクスプレス号：　プラハ～トルジェボヴァー～フラニツェ～フセチーン
一日1往復の運行。トルジェボヴァー以西は010号線に、プルジェロフ以東は短絡線経由で271号線、280号線に直通する。トルジェボヴァー、モヘルニツェ、チェルヴェンカにも停車する。
2021年以前は、エクスプレス(Ex)として運行していた。かつては一日2往復運行していたが、2023年度に一日1往復に減便された。

- 過去の運転系統
ズリーン特急 / ショハイ号：　プラハ - トルジェボヴァー - プルジェロフ - ズリーン/ヴェセリー）
一日2往復運行していたが、2016年末にエクスプレス(Ex)に統合された。プルジェロフにも停車していた。
モラヴァン号：　プラハ - トルジェボヴァー - プルジェロフ
平日と土曜日に、一日1往復運行されていたが、2016年末に特別リフリーク(Rx)に統合された。

### 超特急「ユーロシティ(EC)」
下記3系統が運行している。
- コシチャン号：　プラハ - パルドゥビツェ - オロモウツ - ボフミーン - コシツェ
一日1往復運行している。トルジェボヴァー以西は010号線に、プルジェロフ以東は短絡線経由で271号線に直通する。トルジェボヴァー - オロモウツ間ノンストップ。
2024年度以前は、スーパーシティ「ペンドリーノ・コシチャン」号として運行していた。

- シレジア号：　プラハ - トルジェボヴァー - オロモウツ - ワルシャワ
- クラコヴィア号：　プラハ - トルジェボヴァー - オロモウツ - モスクワ/クラクフ
- オストラヴァン号：　プラハ - トルジェボヴァー - オロモウツ - ジリナ
2時間に1本の運行。トルジェボヴァー以西は010号線に直通する。プルジェロフ以東は短絡線経由で271号線と直通する。なお、全列車がモヘルニツェ、チェルヴェンカを通過する。
過去の運行状況
2017年以前は、ユーロシティ(EC)が3往復、エクスプレス(Ex)が2時間に1本の運行であった。また、プラハ行片道1本がザーブルジェフとトルジェボヴァーを通過していた。シレジア号は当時「ヴァルソヴィア」号を名乗っていて、食堂車連結、ユーロシティ(EC)の種別で運行していた。
2017年末に、ユーロシティ(EC)が3往復、エクスプレス(Ex)が4往復の運行となった。ザーブルジェフとトルジェボヴァーを通過していた列車は、インターシティ(IC)に格上げされた。ヴァルソヴィア号が、エクスプレス(Ex)に格下げされた。
2018年末に、エクスプレス(Ex)のうち1往復をユーロシティ(EC)に格上げした他、インターシティ(IC)のボフミーン行深夜便片道1本をエクスプレス(Ex)格下げし、ユーロシティ(EC)が4往復、エクスプレス(Ex)が3.5往復の運行となった。
2019年末に、ユーロシティ(EC)1往復がExに格下げされ、ボフミーン行深夜便がインターシティ(IC)に再び格上げとなり、2018年度の本数に戻った。ヴァルソヴィア号は、「シレジア」号に愛称変更となった。
2021年末に、大部分がユーロシティ(EC)に統一された。チェコ国内で完結する列車はインターシティ(IC)となった。

- ヴァラシスキー・エクスプレス号：　プラハ～トルジェボヴァー～フラニツェ～ジリナ
2時間に1本運行されている。トルジェボヴァー以西は010号線に、プルジェロフ以東は短絡線経由で271号線、280号線に直通する。全列車がモヘルニツェ、チェルヴェンカに停車する。
2017-21年度はエクスプレス(Ex)として運行されていた。

- 過去の運転系統
プラハ～トルジェボヴァー～オロモウツ～ジリナ
2016年以前、2時間に1本運行していたが、現在はエクスプレス(Ex)として運行している。
ロハーチェ号：　プラハ - オロモウツ - オパヴァ/コシツェ
週1往復の運行で、スーパーシティ(SC)級の停車駅で運行していた。トルジェボヴァー以西は010号線に直通していた。
なお、2016年度は、270号線内で、インターシティ(IC)「ヴラヂスラフ・ヴァンチュラ」号として運行していた。2015年以前は、ほぼ同じダイヤでユーロシティ「コシツァン」号が、プラハ - コシツェ間に運行されていた。
2018年末に休止。

## 運行形態（私鉄超特急）

### 超特急「LEOエクスプレス(LE)」
オロモウツ以北はスーパーシティ並の停車駅で運行される。下記2系統が運行し、合わせて1-3時間間隔、平均2時間間隔の運行となっている。
- プラハ - パルドゥビツェ - オロモウツ - ボフミーン
一日9往復の運行。約2時間間隔の運行。プルジェロフ以東は短絡線経由で271号線と直通する。
2018年度に限り、一日5往復、平均3時間間隔での運行であった。2019年度は一日7往復、2020-22年度は一日6往復、2023年度は7.5往復、2024年度は8往復運行していた。

- 過去の運行形態
  - プラハ - パルドゥビツェ - プルジェロフ - スタレー・ムニェスト・ウ・ウヘルスケーホ・フラヂシチェ（プルジェロフ以南は330号線に直通）
2022年以前、一日2往復運行していた。
2023年度より、オストラヴァ発着便に代替される形で休止。
  - ボフミーン → プルジェロフ → チェスカー・トルジェボヴァー　【金曜・土曜を除く毎日運行】
2021年末に運行を開始した。土・日曜日を除く未明に、一日片道1本のみ運行していた。
2023年度より、金・土曜日を除く深夜の運行に変更された。
2024年度より運行していない。

### 超特急「レギオジェット(RJ)」
- プラハ - トルジェボヴァー - オストラヴァ - ハヴィールジョフ/ナーフシー/ズヴォレン/コシツェ
2時間に1本運行されている。プルジェロフ以東は短絡線経由で271号線と直通する。深夜の1往復がザーブルジェフを、1往復がトルジェボヴァーとザーブルジェフを通過する。
過去の運行形態
2015年以前は、大部分がインターシティ(IC)、一部の国際路線がユーロシティ(EC)として運行されていた。また、トルジェボヴァー・ザーブルジェフともに通過する列車（プシェミシル発着便）が運行していなかった。
2016年度より、レギオジェット(RJ)の種別が新設された。
2022年度より、トルジェボヴァー・ザーブルジェフともに通過する列車（プシェミシル発着便）が設定された。
2024年度に限り、一部を除きほとんどの列車がトルジェボヴァーを通過していた。

## 運行形態（特急）

### 特急「リフリーク(R)」
下記4系統が運行されている。
- スロヴァーツキー・エクスプレス号：　プラハ - トルジェボヴァー - プルジェロフ - ルハチョヴィツェ
- ズリーンスキー・エクスプレス号：　プラハ - トルジェボヴァー - プルジェロフ - ズリーン
2時間に1本の運行。トルジェボヴァー以西は010号線に、プルジェロフ以南は330号線に直通する。
2017,8年度は特別リフリーク(Rx)として運行していて、大部分がザーブルジェフ・モヘルニツェ・チェルヴェンカに停車していた。2017年末より、「スロヴァーツキー・エクスプレス」の愛称がつけられた。

- ボウゾフ号：　シュンペルク - ザーブルジェフ - オロモウツ - ブルノ
2時間に1本の運行。ザーブルジェフ以北は291号線に、オロモウツ以南は301号線に直通する。原則、ザーブルジェフとモヘルニツェに停車する。

- モラヴァン号：　オロモウツ - プルジェロフ - ブルノ
2時間に1本運行している。プルジェロフ以南は330号線に直通する。
2016-18年度は特別リフリーク(Rx)として運行していた。

- プルジェロフスキー・ズブル号：　プラハ - トルジェボヴァー - プルジェロフ
一日1往復の運行。トルジェボヴァー以西は010号線に直通する。ザーブルジェフにも停車する。
2020年度は超特急エクスプレス(Ex)として、2021,22年度はインターシティ(IC)として運行していた。

- 過去の運行系統
  - フクヴァルディ号：　オロモウツ - ボフミーン
2017年以前は、週5往復運行であった。オロモウツ方面は土日、ボフミーン方面は日月運休であった。プルジェロフ以東は短絡線経由で271号線と直通していた。また、週1往復、プラハ発着のエクスプレス(Ex)が運行して、ザーブルジェフにも停車していた。
2017年末に、プラハ発着のエクスプレスがリフリーク(R)格下げとなり、従来便と合わせて週6往復の運行となった。オロモウツ方面は日曜、ボフミーン方面は土曜運休となった。
2022年限りで休止。

## 運行形態（快速、普通）

### 快速「スピェシニー(Sp)」
下記3系統が運行されている。
- シュンペルク - ザーブルジェフ - オロモウツ - ネザミスリツェ - ブルノ　【平日運行】
平日のみ、一日1往復のみの運行。オロモウツ以南は特急として運行する。北行はモヘルニツェ、チェルヴェンカに停車し、南行はシュンペルクからオロモウツまで各駅に停車する。ザーブルジェフ以北は291号線に、オロモウツ以南は301号線に直通する。
2019年以前はブルノ行片道1本のみの運行であった。オロモウツ以南も快速として運行していて、ピヴィーンにも停車していた。

- イェセニーク/シュンペルク - ザーブルジェフ - オロモウツ　【平日運行】
平日は一日1.5往復の運行。月曜日は一日2往復となる。ザーブルジェフ以北は291号線に直通する。月曜のみ運行の列車は、モヘルニツェとチェルヴェンカに停車する。
過去の運行形態
2020年末に運行を開始した。2021-23年度は、土曜・休日に一日1往復、月曜日に北行のみ片道1本の運行であった。土曜・休日の列車は、モヘルニツェとチェルヴェンカにも停車していた。
2024年度より、平日は一日1.5往復（月曜2往復）、土曜・休日は春・夏が一日1.5往復、秋・冬が北行のみ一日1本の運行となった。平日の1往復はザーブルジェフを通過していた。
2025年度より、休日の運行が取りやめられた。また、全列車ザーブルジェフ停車となった。

- オロモウツ - フラニツェ - フセチーン　【平日運行】
夏季を除く平日、一日1往復の運行。プルジェロフ以東は短絡線経由で271号線と直通する。
2022年以前は、夏季を除く平日、一日2.5往復運行していた。

- ネザミスリツェ → プルジェロフ → オロモウツ　【平日運行】
平日のみ、一日片道1本のみの運行。プルジェロフ以南は300号線と直通し、300号線内では普通列車となる。
2023年度に運行を開始した。2024年度に限り、プルジェロフ以北290号線に直通していた他、下記運休であった。

- オロモウツ - プルジェロフ - スタレー・ムニェスト　【平日・土曜運行】
平日は一日4往復、土曜は南行のみ一日1本の運行。プルジェロフ以南は330号線と直通する。
2024年度に運行を開始した。2024年度は、平日の本数が一日2往復であった。

### 普通
区間毎に、下記3系統に分かれている。
- チェスカー・トルジェボヴァー - ルドルチツェ - ランシクロウン
1時間に1本の運行。
過去の運行状況
2016年以前は、トルジェボヴァー - ランシクロウンの運転系統で、平日・土曜日1時間に1本、休日2時間に1本の運行であった。一部がトルジェボヴィツェを通過していた。
2016年末に、全て各駅停車となる。
2017年末に、平日・土曜日の半数がルドルチツェ - ランシクロウンの区間運転となった。
2023年度より、休日もトルジェボヴァー直通便が2時間に1本運行する様になった。
2025年度より、ほとんどの列車がトルジェボヴァー直通となった。

- ルドルチツェ - ザーブルジェフ・ナ・モラヴェ
2時間に1本の運行。一部はトルジェボヴァーまで直通する他、ルドルチツェでランシクロウン方面の車両を切り離す二層建ての列車もある。
2024年度以前は、ほとんどがトルジェボヴァーまで運行していた。

- コウティ・ナド・デスノウ～ザーブルジェフ・ナ・モラヴェ～オロモウツ～プロスチェヨフ～ネザミスリツェ
2時間に1本の運行。ザーブルジェフ以北は291号線に、オロモウツ以南は301号線に直通する。
2016年以前は、シュンペルクで運行系統が分かれていた。2015年以前は全て各駅停車であったが、現在は一部の駅を通過する便も運行されている。

- シュンペルク/ウニチョフ - オロモウツ - プルジェロフ - ネザミスリツェ
1時間に1本の運行。オロモウツ以北は290号線に、プルジェロフ以西は300号線に直通する。
過去の運行形態
2022年度以前は、290号線に直通していなかった他、300号線への直通が半数のみであった。
2023年度より、大部分が300号線への直通となった。さらに北側は、2023年6月11日以降、大部分が290号線へ直通する様になった。

## 臨時列車

### プラハ - オストラヴァ直通
- 鉄道の祝日号（超特急スーパーシティ） 
年1日、プラハ - トルジェボヴァー - ボフミーン間に、一日1往復の運行。トルジェボヴァー以西は010号線に直通する。270号線内は、ザーブルジェフ、スヴィノフ、オストラヴァに停車する。2017年運行。

- レトロ・オストラヴァン号（超特急エクスプレス） 
旧型列車。年3日、プラハ - トルジェボヴァー - オストラヴァ - ボフミーンまたはオストラヴァ中央間に、一日1往復の運行。トルジェボヴァー以西は010号線に直通する。停車駅は超特急スーパーシティと同じ。年2日はボフミーン発着だが、年1日に限り323号線に直通し、オストラヴァ中央駅発着となる。2017年運行。

- NATOの日号（超特急レイルジェット） 
年2日、プラハ - トルジェボヴァー - ストゥデーンカ - オストラヴァ空港間に、一日1往復の運行。トルジェボヴァー以西は010号線に直通する。270号線内はザーブルジェフ、ストゥデーンカのみに停車する。2017 - 20年運行。

- ヤン・カシパル号（超特急エクスプレス） 
年3日、プラハ → トルジェボヴァー → ボフミーン間に、一日片道1本の運行。トルジェボヴァー以西は010号線から直通する。途中、ザーブルジェフ、オロモウツ、スヴィノフ、オストラヴァに停車する。2017年運行。

### 270号線（主にオロモウツ発着）
- ロジノフの蒸気機関車（普通）
蒸気機関車。年1日、オロモウツ - フラニツェ - ロジノフ間に、一日1往復の運行。フラニツェ以東は280号線に直通する。途中、グリゴフ、ブロデク、リプニークに停車する。2017年運行。

- 聖ホスティーン巡礼列車（普通）
大晦日の夜、オロモウツ - プルジェロフ - ビストルジツェ間に、年1往復の運行。プルジェロフ以南は330号線に直通する。270号線内は各駅に停車する。

### 271号線（オロモウツ・ブルノ - オストラヴァ）
- NATOの日号（超特急エクスプレス） 
年2日、オロモウツ - ストゥデーンカ - オストラヴァ空港間に、一日1往復の運行。通常のエクスプレスの停車駅に加え、スフドルとストゥデーンカにも停車する。2017-20年運行。

## 過去の運行種別
- 超特急「アリヴァ・エクスプレス(AEx)」
  - プラハ - プルジェロフ - ニトラ
2016年3月に運行を開始し、当時は土曜日にトレンチーン行、日曜日にプラハ行の週1往復のみの運行であった。プルジェロフ以南は330号線に直通していた。トルジェボヴァー - プルジェロフ間は途中オロモウツのみに停車し、トルジェボヴァーも通過していた。
2016年末に、週2往復に増発された。2017年4～11月は一日1往復（金・土・日曜日および夏季は一日2往復）の運行であった。」
2018,19年度は、一日1往復、週2日のみ一日2往復の運行であった。
2019年12月限りで運行休止[2][3]。

## 駅一覧
以下では、チェコ国鉄270号線の駅と営業キロ、停車列車、接続路線などを一覧表で示す。

### 270号線本線（チェスカー・トルジェボヴァー - プルジェロフ）
- 種別
  - SC：超特急「レイルジェット」
  - AEx：超特急「アリヴァ・エクスプレス」
  - LE：超特急「LEOエクスプレス」
  - EN：寝台特急「ユーロナイト」
  - IC：超特急「インターシティ」
  - EC：超特急「ユーロシティ」
  - RJ：超特急「レギオジェット」
  - Ex：超特急「エクスプレス」
  - Rx：特急「特別リフリーク」
  - R：特急
  - Sp：快速
  - Os：普通
- 停車駅
  - ■印：全列車停車
  - ●印：一部通過
  - ◐印：半数停車、半数通過
  - ○印：一部停車
  - ｜印：全列車通過

| 路線名 | 駅名                                       | 駅間営業キロ | 累計営業キロ                    | 累計営業キロ                | 累計営業キロ       | SC | LE | EN | IC | EC | RJ | R  | Sp | Os | 接続路線 | 所在地           | 所在地                          |
| ------ | ------------------------------------------ | ------------ | ------------------------------- | --------------------------- | ------------------ | -- | -- | -- | -- | -- | -- | -- | -- | -- | --- | ---------------- | ------------------------------- |
| 270    | チェスカー・トルジェボヴァー駅             | -            | トルジェボヴァー 分岐点から 0.2 | トルジェボヴァー 駅から 0.0 |                    | ○  | ｜ | ■  | ○  | ■  | ●  | ■  |    | ■  | 010号線（プラハ方面）、260号線（ヴィーン方面）                                                               | パルドゥビツェ州 | ウースチー・ ナド・オルリチー郡 |
| 270    | トルジェボヴィツェ・ヴ・チェハーフ駅       | 6.0          | 6.2                             | 6.0                         |                    | ｜ | ｜ | ｜ | ｜ | ｜ | ｜ | ｜ |    | ■  | 017号線（Ｍ・トルジェボヴァー方面）                                                                          | パルドゥビツェ州 | ウースチー・ ナド・オルリチー郡 |
| 270    | ルドルチツェ・ヴ・チェハーフ駅             | 7.9          | 14.1                            | 13.9                        |                    | ｜ | ｜ | ｜ | ｜ | ｜ | ｜ | ｜ |    | ■  | ランシクロウン方面                                                                                           | パルドゥビツェ州 | ウースチー・ ナド・オルリチー郡 |
| 270    | ルコヴァー・ウ・ルドルチツ・ヴ・チェハーフ | 2.8          | 16.9                            | 16.7                        |                    | ｜ | ｜ | ｜ | ｜ | ｜ | ｜ | ｜ |    | ■  | | パルドゥビツェ州 | ウースチー・ ナド・オルリチー郡 |
| 270    | ジフリーネク駅                             | 4.3          | 21.2                            | 21.0                        |                    | ｜ | ｜ | ｜ | ｜ | ｜ | ｜ | ｜ |    | ■  | | パルドゥビツェ州 | ウースチー・ ナド・オルリチー郡 |
| 270    | クラシーコフ駅                             | 2.6          | 23.8                            | 23.6                        |                    | ｜ | ｜ | ｜ | ｜ | ｜ | ｜ | ｜ |    | ■  | | パルドゥビツェ州 | ウースチー・ ナド・オルリチー郡 |
| 270    | タテニツェ駅                               | 2.1          | 25.9                            | 25.7                        |                    | ｜ | ｜ | ｜ | ｜ | ｜ | ｜ | ｜ |    | ■  | | パルドゥビツェ州 | ウースチー・ ナド・オルリチー郡 |
| 270    | ホシテイン駅                               | 5.6          | 31.5                            | 31.3                        |                    | ｜ | ｜ | ｜ | ｜ | ｜ | ｜ | ｜ |    | ■  | | オロモウツ州     | シュンペルク郡                  |
| 270    | ルピェネー駅                               | 6.3          | 37.8                            | 37.6                        |                    | ｜ | ｜ | ｜ | ｜ | ｜ | ｜ | ｜ |    | ■  | | オロモウツ州     | シュンペルク郡                  |
| 270    | ザーブルジェフ・ナ・モラヴェ駅             | 3.6          | 41.4                            | 41.2                        |                    | ｜ | ■  | ｜ | ●  | ●  | ●  | ○  | ■  | ■  | 291号線（イェセニーク/コウティ方面）                                                                         | オロモウツ州     | シュンペルク郡                  |
| 270    | ルカヴィツェ・ナ・モラヴェ駅               | 5.9          | 47.3                            | 47.1                        |                    | ｜ | ｜ | ｜ | ｜ | ｜ | ｜ | ｜ | ○  | ■  | | オロモウツ州     | シュンペルク郡                  |
| 270    | モヘルニツェ駅                             | 5.8          | 53.1                            | 52.9                        |                    | ｜ | ｜ | ｜ | ○  | ◐  | ｜ | ○  | ○  | ■  | | オロモウツ州     | シュンペルク郡                  |
| 270    | モラヴィチャニ駅                           | 2.9          | 56.0                            | 55.8                        |                    | ｜ | ｜ | ｜ | ｜ | ｜ | ｜ | ｜ | ○  | ■  | | オロモウツ州     | シュンペルク郡                  |
| 270    | チェルヴェンカ駅                           | 9.8          | 65.8                            | 65.6                        |                    | ｜ | ｜ | ｜ | ○  | ◐  | ｜ | ○  | ○  | ■  | 307号線（ナームニェスチ方面）                                                                                | オロモウツ州     | オロモウツ郡                    |
| 270    | ストルジェニ駅                             | 5.5          | 71.3                            | 71.1                        |                    | ｜ | ｜ | ｜ | ｜ | ｜ | ｜ | ｜ | ○  | ■  | | オロモウツ州     | オロモウツ郡                    |
| 270    | シチェパーノフ駅                           | 5.6          | 76.9                            | 76.7                        |                    | ｜ | ｜ | ｜ | ｜ | ｜ | ｜ | ｜ | ○  | ■  | | オロモウツ州     | オロモウツ郡                    |
| 270    | オロモウツ駅                               | 9.9          | 86.8                            | 86.6                        | ウィーンから 205.8 | ■  | ■  | ■  | ■  | ■  | ■  | ■  | ■  | ■  | 290号線（ウニチョフ方面） 301号線（ネザミスリツェ方面）、309号線（セニツェ方面） 310号線（ブルンタール方面） | オロモウツ州     | オロモウツ郡                    |
| 270    | グリゴフ駅                                 | 6.8          |                                 | 93.4                        | 199.0              | ｜ | ｜ | ｜ | ｜ | ｜ | ｜ | ｜ | ｜ | ■  | | オロモウツ州     | オロモウツ郡                    |
| 270    | ブロデク・ウ・プルジェロヴァ駅             | 6.3          |                                 | 99.7                        | 192.7              | ｜ | ｜ | ｜ | ｜ | ｜ | ｜ | ｜ | ｜ | ■  | | オロモウツ州     | プルジェロフ郡                  |
| 270    | ロキトニツェ・ウ・プルジェロヴァ駅         | 3.5          |                                 | 103.2                       | 189.2              | ｜ | ｜ | ｜ | ｜ | ｜ | ｜ | ｜ | ｜ | ■  | 271号線短絡線（オストラヴァ方面）                                                                            | オロモウツ州     | プルジェロフ郡                  |
| 270    | プルジェロフ駅                             | 5.7          |                                 | 108.9                       | 183.5              | ｜ | ■  | ｜ | ○  | ｜ | ｜ | ●  | ●  | ■  | 280号線（オストラヴァ方面） 300号線（ヴィシコフ方面）、330号線（ブルジェツラフ方面）                         | オロモウツ州     | プルジェロフ郡                  |

### 270号線支線（ルドルチツェ・ヴ・チェハーフ - ランシクロウン）
| 路線名 | 駅名                           | 駅間営業キロ | 累計営業キロ | Os | 接続路線                                 | 所在地           | 所在地                         |
| ------ | ------------------------------ | ------------ | ------------ | -- | ---------------------------------------- | ---------------- | ------------------------------ |
| 270    | ルドルチツェ・ヴ・チェハーフ駅 | -            | 0.0          | ■  | ザーブルジェフ方面、トルジェボヴァー方面 | パルドゥビツェ州 | ウースチー・ナド・オルリチー郡 |
| 270    | ランシクロウン駅               | 4.1          | 4.1          | ■  |                                          | パルドゥビツェ州 | ウースチー・ナド・オルリチー郡 |